# Monument Livingstone-Stanley
Monument Livingstone-Stanley är ett monument i Burundi. Det ligger i provinsen Bujumbura Rural, i den västra delen av landet, 11 kilometer söder om centrum av Burundis största stad Bujumbura. David Livingstone och Henry Morton Stanley kom till platsen 25 november 1871, kort efter deras första möte vid Ujiji. Stenen restes av belgarna 1956.